# Монцонитпорфирит
Монцонитпорфирит је интермедијарна магматска стена, ашистни жични еквивалент монцонита. Настаје кристализацијом интермедијарне магме у пукотинама у Земљиној кори.
Минерали који изграђују монцонитпорфирит су:
- алкални фелдспат: ортоклас или микроклин,
- интермедијарни плагиоклас: андезин,
- бојени минерал: биотит, хорнбленда.

Структура монцонитпорфирита је порфироидна до порфирска, док је његова текстура масивна.